# Goggia lineata
Goggia lineata (карликовий гекон смугастий) — вид геконоподібних ящірок родини геконових (Gekkonidae). Мешкає в Південно-Африканській Республіці і Намібії.

## Поширення і екологія
Goggia lineata мешкають на південному заході Намібії, в районі Шперргебіту і Карасбургу, а також в прибережних районах на північному заході ПАР, на південь до Кнерсвлакте, де ареал виду частково перетинається з ареалом Goggia incognita. Вони живуть серед скель, місцями порослих алое і товстолистом.